# A7 (Kasachstan)
Die A7 ist eine Fernverkehrsstraße in Kasachstan, im Osten des Landes. Sie führt von West nach Ost, beginnend in Üscharal und endet an der Grenze zur Volksrepublik China. Die Strecke ist 184 km lang.

## Straßenbeschreibung
Die A7 beginnt westlich von Üscharal an der A3, der Fernverkehrsstraße von Almaty nach Öskemen. Die Route verläuft in der Regel südostwärts und ist vollständig asphaltiert. Nördlich der  A7 liegt der Alaköl-See, ein Salzwassersee, südlich der Route ein Gebirge mit Bergen von bis 4.000 Meter Höhe. In der Gegend von  Üscharal wird viel Landwirtschaft betrieben, der südöstliche Teil führt durch eine Wüstenlandschaft mit vielen Felsen. Die Strecke endet bei der Grenzstadt Dostyk und führt auf chinesischer Seite als S205 weiter bis zum ca. 80 km entfernten Lianhuo Expressway weiter.

## Geschichte
Die Route folgt der ehemaligen sowjetischen A355, sie ist ein Teilstück der alten Route. Im Rahmen der Neugliederung des kasachischen Straßensystems wurde 2011 für diese Strecke die Bezeichnung A7 vergeben.
Die A7 ist nicht von großer Bedeutung, es befinden sich keine größeren Städte entlang dieser Strecke. Sie führt jedoch zur Grenze zu China, dort befindet sich bei Dostyk ein für den Transitverkehr bedeutsamer Rangierbahnhof, da hier von der in Kasachstan üblichen Breitspur (1600 mm) auf Normalspur (1435 mm) umgespurt wird.

## Orte entlang der Route
- Üscharal
- Dostyk